# Cyberduck
Cyberduck је клијент отвореног кода за FTP и SFTP, WebDAV и складиште у облаку (OpenStack Swift, Amazon S3, Backblaze B2 и Microsoft Azure), доступан за macOS и Windows (од верзије 4.0) лиценцирани под GPL лиценцом. Cyberduck је написан у Јави и Ц# користећи оквир корисничког интерфејса Cocoa на macOS-у и Windows Forms на Windows-у. Подржава FTP/TLS (FTP обезбеђен преко SSL/TLS), користећи AUTH TLS, као и синхронизацију директоријума. Корисник је у интеракцији са корисничким интерфејсом (GUI), укључујући пренос датотека превлачењем и испуштањем и обавештења преко Growl-а. Такође је у могућности да отвори неке датотеке у спољним уређивачима текста.
Cyberduck укључује менаџер обележивача и подржава Apple-ов Keychain и Bonjour умрежавање. Подржава више језика укључујући енглески, каталонски, чешки, кинески (традиционални и поједностављени), дански, холандски, фински, француски, немачки, хебрејски, мађарски, индонежански, италијански, јапански, корејски, норвешки, пољски, португалски, руски, словачки, шпански, шведски, тајландски, турски, украјински и велшки.

## Cyberduck CLI
Креатор Cyberduck-а такође обезбеђује верзију за интерфејс командне линије (CLI), названу duck, доступну за Windows, macOS и Линукс. Има своју веб страницу на адреси duck.sh. Програм се може користити као FTP и SFTP клијент, за рад са различитим сервисима у облаку.